# Худяков Іван Дмитрович
Іван Дмитрович Худяков (14 серпня 1938, с. Анчугово, нині Курганська область — 30 квітня 2016, Тула) — радянський партійний і державний діяч, російський політик. Громадський діяч. Депутат Державної Думи Федеральних Зборів Російської Федерації третього скликання . Член фракції КПРФ. Член Комітету Держдуми з бюджету і податків .

## Біографія
Народився в селі Анчугово Анчуговского сільради Уксянского району Челябінської області, нині село входить до складу Верхнетеченскої сільради Катайській району Курганської області . Батько загинув під час Великої Вітчизняної війни, старший брат — фронтовик, після закінчення Саратовського військового училища, за розподілом був направлений в Тульську повітряно-десантну дивізію .
У 1957 році закінчив Тульська суворовське військове училище . Після закінчення училища працював токарем на Тульському збройовому заводі три місяці, потім був призваний на строкову службу в окремий батальйон зв'язку, який перебував в Барановичах. Був обраний секретарем комітету комс омолу частини, прийнятий кандидатом в члени КПРС .
У 1964 році закінчив Тульський механічний технікум, працював токарем, наладчиком, техніком-конструктором на Тульському збройовому заводі .
У 1964—1969 роках — секретар комітету ВЛКСМ заводу.
У 1969—1972 роках — перший секретар Центрального районного комітету ВЛКСМ м Тули.
У 1971 році закінчив Тульський політехнічний інститут .
У 1972—1977 роках — заступник голови виконавчого комітету Центрального районного Ради.
У 1976 році закінчив Вищу партійну школу при ЦК КПРС .
У 1977—1983 роках — голова виконавчого комітету Привокзального районного Ради Тули.
У 1983—1991 роках — перший секретар Привокзального райкому КПРС .
У 1991—1993 роках — заступник директора Тульської взуттєвої фабрики.
У 1993 році — голова Тульського міської Ради народних депутатів . Згідно з Указом Президента Російської Федерації від 26 жовтня 1993 року «Про реформу місцевого самоврядування в Російській Федерації» припинено діяльність районних і міських Рад.
У 1995 році працював за контрактом в Тульському регіональному недержавному пенсійному фонді.
У 1995—1996 роках — завідувач юридичним відділом АТ «Комтекс».
У 1996—2002 роках — перший секретар Тульського обкому КПРФ, обирався членом Центральної контрольно-ревізійної комісії КПРФ (1997), голова Тульського регіонального відділення НПСР .
У 1996—1999 роках — депутат, заступник голови Комітету з законодавством і правовому забезпеченню діяльності органів державної влади та місцевого самоврядування Тульської обласної Думи.
У 1999 році був обраний депутатом Державної Думи по Щекинському одномандатному виборчому округу № 177 Тульської області, висувався виборчим об'єднанням КПРФ.
Іван Дмитрович Худяков помер 30 квітня 2016 року .

## Нагороди та звання
- Почесний громадянин Тульської області — 16 липень 2007 року підписав постанову Губернатора Тульської області про нагородження. За видатні заслуги перед Російською Федерацією і Тульської областю, високий особистий авторитет, багаторічну сумлінну працю, вагомий особистий внесок у соціально-економічний розвиток Тульської області[4] .
- Ювілейна медаль "За доблесну працю. В ознаменування 100-річчя від дня народження Володимира Ілліча Леніна ", 1970 рік
- Медаль «Ветеран праці», 1986 рік
- Ювілейна медаль «300-річчя початку державного збройового виробництва в місті Тула», Тульська область, 2012 рік
- Медаль «Трудова доблесть» III ступеня, Тульська область, 2013 рік